# Biblioteca Medicea Laurenziana
A Biblioteca Medicea Laurenziana é uma famosa biblioteca de Florença, na Itália.
Sua construção iniciou em 1523 e foi concluída em 1525, com um projeto de Michelangelo, mas ele não viu sua conclusão, e foi terminada por Tribolo, Basari e Ammannati. Sua coleção compreende mais de 11 mil manuscritos e mais de 4.500 livros raros impressos. Entre os documentos mais importantes estão o Codex Squarcialupi, a maior fonte de música do Trecento italiano, o Codex Amiatinus, a mais antiga versão da Vulgata, e o Codex de Florença, o mais importante manuscrito da cultura nahuatl.